# Saison 2020-2021 des Sabres de Buffalo
Autres saisons
Saison précédente Saison suivante
La saison 2020-2021 des Sabres de Buffalo est la 51e saison de hockey sur glace jouée par la franchise dans la Ligue nationale de hockey. Cette saison est particulière, à cause de la pandémie de la Covid-19, débute en janvier et se dispute sur un calendrier condensé de 56 matchs.

## Avant-saison

### Contexte
Depuis la saison 2010-2011, les Sabres n'ont plus réussi à se qualifier pour les Séries éliminatoires. S'ils n'y parviennent pas non plus cette saison, ils égaleront le record de dix saisons sans séries, détenu par les Panthers de la Floride (durant les saisons 1999-2000 à 2011-2012) et les Oilers d'Edmonton (durant les saisons 2005-2006 à 2016-2017).
Pour cette nouvelle saison, la direction des Sabres posent un geste pour renouer les liens avec le passé de l'organisation. Le 11 août 2020, ils présentent leurs nouveaux maillots reprenant les couleurs Bleu royal, or et blanc qu'affichait la franchise de 1970 à 1996.

### Mouvements d’effectifs

#### Transactions
| Date              | Acquisition des Sabres                                                                 | Partenaire d'échange   | Acquisition du partenaire   |
| ----------------- | -------------------------------------------------------------------------------------- | ---------------------- | --------------------------- |
| 16 septembre 2020 | Eric Staal                                                                             | Wild du Minnesota      | Marcus Johansson            |
| 20 mars 2021      | un choix de 6e ronde au Repêchage de 2021                                              | Avalanche du Colorado  | Jonas Johansson             |
| 26 mars 2021      | un choix de 3e ronde au Repêchage de 2021 et un choix de 5e ronde au Repêchage de 2021 | Canadiens de Montréal  | Eric Staal                  |
| 10 avril 2021     | un choix de 3e ronde au Repêchage de 2021                                              | Panthers de la Floride | Brandon Montour             |
| 12 avril 2021     | Anders Bjork et un choix de 2e ronde au Repêchage de 2021                              | Bruins de Boston       | Taylor Hall et Curtis Lazar |

#### Signatures d'agent libre
| Joueur             | Date             | Ancienne franchise     | Durée du contrat |
| Tobias Rieder      | 9 octobre 2020   | Flames de Calgary      | 1 an             |
| Matt Irwin         | 9 octobre 2020   | Ducks d'Anaheim        | 1 an             |
| Brandon Davidson   | 9 octobre 2020   | Sharks de San José     | 1 an             |
| Cody Eakin         | 10 octobre 2020  | Jets de Winnipeg       | 2 ans            |
| Taylor Hall        | 11 octobre 2020  | Coyotes de l'Arizona   | 1 an             |
| Steven Fogarty     | 11 octobre 2020  | Rangers de New York    | 1 an             |
| Dustin Tokarski    | 4 novembre 2020  | Penguins de Pittsburgh | 2 ans            |
| Jack Quinn         | 16 novembre 2020 | 67 d'Ottawa            | 3 ans            |
| Riley Sheahan      | 8 janvier 2021   | Oilers d'Edmonton      | 1 an             |
| Linus Weissbach    | 6 avril 2021     | Badgers du Wisconsin   | 2 ans            |
| Lukáš Rousek       | 19 avril 2021    | HC Sparta Prague       | 2 ans            |
| Stefanos Lekkas    | 3 mai 2021       | Komets de Fort Wayne   | 1 an             |
| John-Jason Peterka | 11 juin 2021     | EHC Munich             | 3 ans            |

#### Départs d'agent libre
| Joueur           | Date              | Franchise suivante         |
| Vladimír Sobotka | 9 octobre 2020    | SC Rapperswill-Jona Lakers |
| Wayne Simmonds   | 10 octobre 2020   | Maple Leafs de Toronto     |
| James Vesey      | 11 octobre 2020   | Maple Leafs de Toronto     |
| Scott Wilson     | 11 octobre 2020   | Panthers de la Floride     |
| Johan Larsson    | 11 octobre 2020   | Coyotes de l'Arizona       |
| Dominik Kahun    | 1er novembre 2020 | Oilers d'Edmonton          |
| John Gilmour     | 14 décembre 2020  | HK CSKA Moscou             |
| Brandon Hickey   | 15 décembre 2020  | Wolves de Chicago          |
| Matthew Spencer  | 16 décembre 2020  | Wild du Minnesota          |
| Andrew Hammond   | 23 décembre 2020  | Wild du Minnesota          |
| Michael Frolík   | 23 décembre 2020  | Canadiens de Montréal      |

#### Prolongations de contrat
| Joueur            | Date              | Durée du contrat |
| Brett Murray      | 31 juillet 2020   | 2 ans            |
| Curtis Lazar      | 24 septembre 2020 | 2 ans            |
| Andrew Oglevie    | 2 octobre 2020    | 2 ans            |
| Tage Thompson     | 5 octobre 2020    | 3 ans            |
| Jonas Johansson   | 7 octobre 2020    | 1 an             |
| Zemgus Girgensons | 8 octobre 2020    | 3 ans            |
| Brandon Montour   | 10 octobre 2020   | 1 an             |
| Casey Nelson      | 22 octobre 2020   | 1 an             |
| Sam Reinhart      | 24 octobre 2020   | 1 an             |
| Linus Ullmark     | 25 octobre 2020   | 1 an             |
| Victor Olofsson   | 29 octobre 2020   | 2 ans            |
| Casey Mittelstadt | 23 décembre 2020  | 1 an             |
| Michael Houser    | 18 mars 2021      | 1 an             |

#### Retrait de la compétition
| Joueur         | Date             |
| Nathan Paetsch | 16 décembre 2020 |
| Casey Nelson   | 16 janvier 2021  |

#### Réclamé au ballotage
| Joueur         | Date         | Ancienne équipe      |
| Drake Caggiula | 9 avril 2021 | Coyotes de l'Arizona |

### Joueurs repêchés
Les Sabres possèdent le 8e choix lors du repêchage de 2020 se déroulant virtuellement. Ils sélectionnent au premier tour Jack Quinn, ailier droit du 67 d'Ottawa de la  Ligue de hockey de l'Ontario. La liste des joueurs repêchés en 2020 par les est la suivante :
| Ronde | Choix | Nom                | Poste        | Nationalité        | Équipe précédente                          |
| ----- | ----- | ------------------ | ------------ | ------------------ | ------------------------------------------ |
| 1     | 8     | Jack Quinn         | Ailier droit | Canada             | 67 d'Ottawa (Ligue de hockey de l'Ontario) |
| 2     | 34,   | John-Jason Peterka | Ailier droit | Allemagne          | EHC Munich (DEL)                           |
| 5     | 131   | Matteo Costantini  | Centre       | Canada             | Sabres junior de Buffalo (LHJO)            |
| 7     | 193   | Albert Lyckasen    | Défenseur    | Suède              | HC Vita Hästen (Allsvenskan)               |
| 7     | 216,  | Jakub Konecny      | Centre       | République tchèque | HC Sparta Prague Jr. (Extraliga U20)       |

Les Sabres ont également cédé quatre de leur choix initiaux lors de ce repêchage :
- Leur choix de 2e ronde, le 38e au total, aux Sharks de San José, contre leur choix de 2e ronde.
- Leur choix de 3e ronde, le 69e au total, aux Hurricanes de la Caroline, lors de l'échange qui leur a permis d'obtenir Jeff Skinner, le 2 août 2018[50].
- Leur choix de 4e ronde, le 100e au total, aux Sharks, contre leur choix de 2e ronde.
- Leur choix de 6e ronde, le 162e au total, acquis par les Panthers de la Floride lors d'un échange avec les Hurricanes. Ces derniers l'avaient acquis précédemment lors de l'échange concernant Jeff Skinner.

## Composition de l'équipe
L'équipe 2020-2021 des Sabres est entraînée par Ralph Krueger, assisté de Matt Ellis, Don Granato, Daniel Girardi, Steve Smith, Myles Fee et Mike Bales ; le directeur général de la franchise est Kevyn Adams. À partir du 17 mars 2021, Ralph Krueger est remercié et la direction nomme Don Granato entraineur-chef.
Les joueurs utilisés depuis le début de la saison sont inscrits dans le tableau ci-dessous. Les buts des séances de tir de fusillade ne sont pas comptés dans ces statistiques.
En raison de la pandémie, certains joueurs font partie d’un encadrement élargis, mais ne disputent pas de matchs
Certains des joueurs ont également joué des matchs avec l'équipe associée aux : les Americans de Rochester, franchise de la Ligue américaine de hockey.
| No | Nationalité | Joueur               | PJ | V | D  | DP | Min   | BC | BL | Moy  | %Arr | A | Pun | Commentaire                                   |
| -- | ----------- | -------------------- | -- | - | -- | -- | ----- | -- | -- | ---- | ---- | - | --- | --------------------------------------------- |
| 1  | Finlande    | Ukko-Pekka Luukkonen | 4  | 1 | 3  | 0  | 217   | 14 | 0  | 3,88 | 90,6 | 0 | 0   |                                               |
| 31 | Canada      | Dustin Tokarski      | 13 | 2 | 8  | 2  | 729   | 43 | 0  | 3,54 | 90,4 | 1 | 0   |                                               |
| 32 | États-Unis  | Michael Houser       | 4  | 2 | 2  | 0  | 243   | 14 | 0  | 3,46 | 90,1 | 0 | 0   |                                               |
| 34 | Suède       | Jonas Johansson      | 7  | 0 | 5  | 1  | 380   | 24 | 0  | 3,79 | 88,4 | 0 | 0   | A fini la saison avec l'Avalanche du Colorado |
| 34 | États-Unis  | Stefanos Lekkas      | 0  | 0 | 0  | 0  | 0     | 0  | 0  | 0    | 0    | 0 | 0   | assigné au taxi-squad                         |
| 35 | Suède       | Linus Ullmark        | 20 | 9 | 6  | 3  | 1 117 | 49 | 0  | 2,63 | 91,7 | 0 | 0   |                                               |
| 40 | Canada      | Carter Hutton        | 13 | 1 | 10 | 1  | 675   | 39 | 0  | 3,47 | 88,6 | 0 | 0   |                                               |

| No | Nationalité | Joueur             | PJ | B | A  | Pts | Pun | Commentaire                                      |
| -- | ----------- | ------------------ | -- | - | -- | --- | --- | ------------------------------------------------ |
| 3  | États-Unis  | William Borgen     | 10 | 0 | 0  | 0   | 4   |                                                  |
| 10 | Finlande    | Henri Jokiharju    | 46 | 3 | 5  | 8   | 4   |                                                  |
| 19 | États-Unis  | Jake McCabe        | 13 | 1 | 2  | 3   | 9   | A - assistant capitaine                          |
| 26 | Suède       | Rasmus Dahlin      | 56 | 5 | 18 | 53  | 26  |                                                  |
| 33 | Canada      | Colin Miller       | 48 | 4 | 8  | 12  | 27  |                                                  |
| 44 | Canada      | Matt Irwin         | 24 | 0 | 2  | 2   | 19  |                                                  |
| 54 | Suède       | Mattias Samuelsson | 12 | 0 | 2  | 2   | 4   |                                                  |
| 55 | Finlande    | Rasmus Ristolainen | 49 | 4 | 14 | 18  | 36  | A - assistant capitaine                          |
| 62 | Canada      | Brandon Montour    | 38 | 5 | 9  | 14  | 24  | A fini la saison avec les Panthers de la Floride |
| 78 | Canada      | Jacob Bryson       | 38 | 1 | 8  | 9   | 12  |                                                  |
| 88 | Canada      | Brandon Davidson   | 6  | 0 | 0  | 0   | 4   |                                                  |
|    | États-Unis  | Casey Fitzgerald   | 0  | 0 | 0  | 0   | 0   | assigné au taxi-squad                            |

| No | Nationalité | Joueur             | Poste | PJ | B  | A  | Pts | Pun | Commentaire                                     |
| -- | ----------- | ------------------ | ----- | -- | -- | -- | --- | --- | ----------------------------------------------- |
| 4  | Canada      | Taylor Hall        | AG    | 37 | 2  | 17 | 19  | 24  | A fini la saison avec les Bruins de Boston      |
| 9  | États-Unis  | John Eichel        | C     | 21 | 2  | 16 | 18  | 6   | C - capitaine                                   |
| 12 | Canada      | Eric Staal         | C     | 32 | 3  | 7  | 10  | 8   | A fini la saison avec les Canadiens de Montréal |
| 13 | Allemagne   | Tobias Rieder      | C     | 44 | 5  | 2  | 7   | 2   |                                                 |
| 15 | Canada      | Riley Sheahan      | C     | 53 | 4  | 9  | 13  | 8   |                                                 |
| 17 | États-Unis  | Steven Fogarty     | C     | 9  | 1  | 2  | 3   | 8   |                                                 |
| 20 | États-Unis  | Cody Eakin         | C     | 46 | 3  | 4  | 7   | 14  |                                                 |
| 21 | Canada      | Kyle Okposo        | AD    | 35 | 2  | 11 | 13  | 0   | A - assistant capitaine                         |
| 23 | États-Unis  | Sam Reinhart       | C     | 54 | 25 | 15 | 40  | 10  | A - assistant capitaine                         |
| 24 | Canada      | Dylan Cozens       | C     | 41 | 4  | 9  | 13  | 16  |                                                 |
| 25 | Finlande    | Arttu Ruotsalainen | C     | 17 | 5  | 1  | 6   | 8   |                                                 |
| 27 | Canada      | Curtis Lazar       | C     | 33 | 5  | 4  | 9   | 0   | A fini la saison avec les Bruins de Boston      |
| 28 | Lettonie    | Zemgus Girgensons  | C     |    |    |    |     |     | blessé durant toute la saison                   |
| 37 | États-Unis  | Casey Mittelstadt  | C     | 41 | 10 | 12 | 22  | 10  |                                                 |
| 38 | Canada      | Jean-Sébastien Dea | C     | 1  | 0  | 0  | 0   | 2   |                                                 |
| 49 | États-Unis  | C.J. Smith         | AG    | 1  | 0  | 0  | 0   | 0   |                                                 |
| 53 | Canada      | Jeffrey Skinner    | AG    | 53 | 7  | 7  | 14  | 14  |                                                 |
| 57 | Canada      | Brett Murray       | AG    | 2  | 0  | 0  | 0   | 0   |                                                 |
| 68 | Suède       | Victor Olofsson    | AD    | 56 | 13 | 19 | 32  | 6   |                                                 |
| 72 | États-Unis  | Tage Thompson      | C     | 38 | 8  | 6  | 14  | 17  |                                                 |
| 72 | Suède       | Rasmus Asplund     | C     | 28 | 7  | 4  | 11  | 0   |                                                 |
| 91 | Canada      | Drake Caggiula     | AG    | 11 | 2  | 1  | 3   | 4   |                                                 |
| 96 | États-Unis  | Anders Bjork       | AG    | 15 | 3  | 3  | 6   | 4   | A commencé la saison avec les Bruins de Boston  |
|    | Canada      | Jack Quinn         | AG    | 0  | 0  | 0  | 0   | 0   | assigné au taxi-squad                           |
|    | États-Unis  | Andrew Oglevie     | C     | 0  | 0  | 0  | 0   | 0   | assigné au taxi-squad                           |

## La saison régulière

### Match après match
Cette section présente les résultats de la saison régulière qui s'est déroulée du 13 janvier au 12 mai.
Nota : les résultats sont indiqués dans la boîte déroulante ci-dessous afin de ne pas surcharger l'affichage de la page. La colonne « Fiche » indique à chaque match le parcours de l'équipe au niveau des victoires, défaites et défaites en prolongation ou lors de la séance de tir de fusillade (dans l'ordre). La colonne « Pts » indique les points récoltés par l'équipe au cours de la saison. Une victoire rapporte deux points et une défaite en prolongation, un seul.
| No | Date | Adversaire | Lieu         | Score    | Buteur(s) des Sabres | Fiche   | Pts | Gardien de but                       | Patinoire                         | Résumé     |
| -- | ---- | ---------- | ------------ | -------- | --- | ------- | --- | ------------------------------------ | --------------------------------- | ---------- |
| 1  | 14/1 | Capitals   | Buffalo      | 6-4      | Hall (Olofsson – Eichel) Rieder (Cozens – McCabe) McCabe (Eichel – Thompson) Olofsson (Hall – Reinhart)                                  | 0-1-0   | 0   | Hutton                               | KeyBank Center                    | [ fdm 1 ]  |
| 2  | 15/1 | Capitals   | Buffalo      | 2-1      | Ristolainen (Hall – Eichel) | 0-2-0   | 0   | Ullmark                              | KeyBank Center                    | [ fdm 2 ]  |
| 3  | 18/1 | Flyers     | Philadelphie | 6-1      | Lazar Reinhart (Hall – Eichel) Reinhart (Eichel – Hall) Lazar (Sheahan – Montour) Jokiharju (Staal) Olofsson (Hall – Eichel)             | 1-2-0   | 2   | Hutton                               | Wells Fargo Center                | [ fdm 3 ]  |
| 4  | 19/1 | Flyers     | Philadelphie | 0-3      | | 1-3-0   | 2   | Johansson (19 min) Hutton (41 min)   | Wells Fargo Center                | [ fdm 4 ]  |
| 5  | 22/1 | Capitals   | Washington   | 3-4 (TF) | Staal (Olofsson) · Cozens · Sheahan (Skinner – Lazar) · TF : Eichel - Hall - Cozens - Lazar                                              | 1-3-1   | 3   | Ullmark                              | Capital One Arena                 | [ fdm 5 ]  |
| 6  | 24/1 | Capitals   | Washington   | 4-3 (TF) | Miller (Ristolainen – Mittelstadt) · Olofsson (Reinhart – Eichel) · Staal (Ristolainen – Miller) · TF : Eichel - Mittelstadt             | 2-3-1   | 5   | Ullmark                              | Capital One Arena                 | [ fdm 6 ]  |
| 7  | 26/1 | Rangers    | Buffalo      | 2-3      | Cozens (Staal – Ristolainen) Reider (Irwin) Eichel (Olofsson – Dahlin)                                                                   | 3-3-1   | 7   | Ullmark                              | KeyBank Center                    | [ fdm 7 ]  |
| 8  | 28/1 | Rangers    | Buffalo      | 3-2 (P)  | Eichel (Reinhart) Reinhart (Hall – Olofsson)                                                                                             | 3-3-2   | 8   | Ullmark                              | KeyBank Center                    | [ fdm 8 ]  |
| 9  | 30/1 | Devils     | Buffalo      | 3-4 (TF) | Staal (Hall – Montour) · Rieder (Eakin – Miller) · Olofsson (Dahlin – Hall) · TF : Eichel - Dahlin - Olofsson                            | 4-3-2   | 10  | Ullmark                              | KeyBank Center                    | [ fdm 9 ]  |
| 10 | 31/1 | Devils     | Buffalo      | 5-3      | Lazar (Ristolainen – McCabe) Dahlin (Olofsson – Eichel) Ristolainen (Olofsson – Eichel)                                                  | 4-4-2   | 10  | Hutton                               | KeyBank Center                    | [ fdm 10 ] |
| 11 | 15/2 | Islanders  | Buffalo      | 3-1      | Olofsson (Dahlin – Reinhart) | 4-5-2   | 10  | Ullmark                              | KeyBank Center                    | [ fdm 11 ] |
| 12 | 16/2 | Islanders  | Buffalo      | 3-0      | | 4-6-2   | 10  | Hutton                               | KeyBank Center                    | [ fdm 12 ] |
| 13 | 18/2 | Capitals   | Washington   | 1-3      | Olofsson (Reinhart – Eichel) | 4-7-2   | 10  | Ullmark                              | Capital One Arena                 | [ fdm 13 ] |
| 14 | 20/2 | Devils     | Newark       | 3-2      | Miller (Hall – Staal) Reinhart (Irwin – Montour) Reinhart (Eichel – Dahlin)                                                              | 5-7-2   | 12  | Ullmark                              | Prudential Center                 | [ fdm 14 ] |
| 15 | 22/2 | Islanders  | New York     | 2-3      | Lazar (Jokiharju – Mittelstadt) Reinhart (Olofsson – Dahlin)                                                                             | 5-8-2   | 12  | Ullmark                              | Nassau Veterans Memorial Coliseum | [ fdm 15 ] |
| 16 | 23/2 | Devils     | Newark       | 4-1      | Olofsson (Dahlin – Reinhart) Asplund (Reinahrt – Eichel) Cozens (Hall – Staal) Eakin (Okposo)                                            | 6-8-2   | 14  | Ullmark                              | Prudential Center                 | [ fdm 16 ] |
| 17 | 25/2 | Devils     | Buffalo      | 4-3 (P)  | Sheahan (Olofsson) Mittelstadt (Staal – Miller) Reinhart (Hall – Dahlin)                                                                 | 6-8-3   | 15  | Ullmark                              | KeyBank Center                    | [ fdm 17 ] |
| 18 | 27/2 | Flyers     | Buffalo      | 3-0      | | 6-9-3   | 15  | Hutton                               | KeyBank Center                    | [ fdm 18 ] |
| 19 | 28/2 | Flyers     | Buffalo      | 3-0      | | 6-10-3  | 15  | Johansson                            | KeyBank Center                    | [ fdm 19 ] |
| 20 | 2/3  | Rangers    | New York     | 2-3      | Reinhart (Eichel – Olofsson) Reider (Dahlin – Ristolainen)                                                                               | 6-11-3  | 15  | Hutton                               | Madison Square Garden             | [ fdm 20 ] |
| 21 | 4/3  | Islanders  | New York     | 2-5      | Hall (Eakin) Ristolainen (Eichel – Reinhart)                                                                                             | 6-12-3  | 15  | Johansson                            | Nassau Veterans Memorial Coliseum | [ fdm 21 ] |
| 22 | 6/3  | Islanders  | New York     | 2-5      | Bryson (Montour – Eichel) Reinhart (Dahlin – Olofsson)                                                                                   | 6-13-3  | 15  | Hutton                               | Nassau Veterans Memorial Coliseum | [ fdm 22 ] |
| 23 | 7/3  | Islanders  | New York     | 2-5      | Skinner (Lazar – Mittelstadt) Miller (Eichel – Hall)                                                                                     | 6-14-3  | 15  | Johansson                            | Nassau Veterans Memorial Coliseum | [ fdm 23 ] |
| 24 | 9/3  | Flyers     | Philadelphie | 4-5 (TF) | Reinhart (Cozens – Hall) · Sheahan (Staal – Olofsson) · Reinhart (Hall – Dahlin) · Montour (Lazar – Okposo) · TF : Dahlin - Mittelstadt  | 6-14-4  | 16  | Johansson                            | Wells Fargo Center                | [ fdm 24 ] |
| 25 | 11/3 | Penguins   | Buffalo      | 5-2      | Thompson (Okposo – Eakin) Olofsson (Sheahan – Staal)                                                                                     | 6-15-4  | 16  | Johansson                            | KeyBank Center                    | [ fdm 25 ] |
| 26 | 13/3 | Penguins   | Buffalo      | 3-0      | | 6-16-4  | 16  | Hutton                               | KeyBank Center                    | [ fdm 26 ] |
| 27 | 15/3 | Capitals   | Buffalo      | 6-0      | | 6-17-4  | 16  | Hutton                               | KeyBank Center                    | [ fdm 27 ] |
| 28 | 16/3 | Devils     | Newark       | 2-3      | Rieder (Montour – Okposo) Skinner (Mittelstadt – Montour)                                                                                | 6-18-4  | 16  | Johansson                            | Prudential Center                 | [ fdm 28 ] |
| 29 | 18/3 | Bruins     | Buffalo      | 4-1      | Okposo (Bryson) | 6-19-4  | 16  | Hutton                               | KeyBank Center                    | [ fdm 29 ] |
| 30 | 22/3 | Rangers    | New York     | 3-5      | Asplund (Sheahan – Olofsson) Cozens (Reinhart) Skinner (Montour)                                                                         | 6-20-4  | 16  | Tokarski (56 min) Hutton (2 min)     | Madison Square Garden             | [ fdm 30 ] |
| 31 | 24/3 | Penguins   | Pittsburgh   | 2-5      | Dahlin (Montour – Hall) Olofsson | 6-21-4  | 16  | Tokarski                             | PPG Paints Arena                  | [ fdm 31 ] |
| 32 | 25/3 | Penguins   | Pittsburgh   | 0-4      | | 6-22-4  | 16  | Tokarski                             | PPG Paints Arena                  | [ fdm 32 ] |
| 33 | 27/3 | Bruins     | Boston       | 2-3      | Reinhart Okposo (Fogarty – Jokiharju) | 6-23-4  | 16  | Ullmark                              | TD Garden                         | [ fdm 33 ] |
| 34 | 29/3 | Flyers     | Buffalo      | 4-3 (P)  | Jokiharju (Lazar – Okposo) Eakin (Rieder – Sheahan) Montour (Thompson – Hall)                                                            | 6-23-5  | 17  | Ullmark                              | KeyBank Center                    | [ fdm 34 ] |
| 35 | 31/3 | Flyers     | Buffalo      | 1-6      | Reinhart (Okposo – Ristolainen) Lazar (Sheahan) Forgarty (Ristolainen – Bryson) Mittelstadt (Forgarty – Bryson) Montour Montour (Okposo) | 7-23-5  | 19  | Ullmark                              | KeyBank Center                    | [ fdm 35 ] |
| 36 | 1/4  | Rangers    | Buffalo      | 3-2 (P)  | Asplund (Skinner – Eakin) Thompson (Mittelstadt – Reinhart)                                                                              | 7-23-6  | 20  | Tokarski                             | KeyBank Center                    | [ fdm 36 ] |
| 37 | 3/4  | Rangers    | Buffalo      | 2-3 (TF) | Mittelstadt (Hall – Dahlin) · Olofsson (Okposo – Reinhart) · TF : Olofsson - Thompson - Mittelstadt                                      | 8-23-6  | 22  | Ullmark                              | KeyBank Center                    | [ fdm 37 ] |
| 38 | 6/4  | Devils     | Newark       | 5-3      | Asplund (Mittelstadt) Montour (Thompson – Miller) Dahlin (Sheahan – Okposo) Mittelstadt (Dahlin) Ristolainen                             | 9-23-6  | 24  | Ullmark                              | Prudential Center                 | [ fdm 38 ] |
| 39 | 8/4  | Devils     | Buffalo      | 6-3      | Olofsson (Jokiharju – Okposo) Thompson (Montour – Miller) Skinner (Reinhart – Dahlin)                                                    | 9-24-6  | 24  | Ullmark                              | KeyBank Center                    | [ fdm 39 ] |
| 40 | 9/4  | Capitals   | Buffalo      | 4-3      | Jokiharju (Dahlin) Mittelstadt (Asplund – Ristolainen) Thompson (Ristolainen)                                                            | 9-25-6  | 24  | Tokarsky                             | KeyBank Center                    | [ fdm 40 ] |
| 41 | 11/4 | Flyers     | Philadelphie | 5-3      | Reinhart (Skinner) Ruotsalainen (Cozensx) Skinner (Olofsson – Bryson) Asplund (Bryson) Mittelstadt (Okposo – Sheahan                     | 10-25-6 | 26  | Ullmark                              | Wells Fargo Center                | [ fdm 41 ] |
| 42 | 13/4 | Bruins     | Boston       | 2-3 (TF) | Miller (Cozens – Bjork) · Dahlin (Jokiharju – Skinner) · TF : Olofsson - Thompson                                                        | 10-25-7 | 27  | Tokarski (60 min) Ullmark (5 min)    | TD Garden                         | [ fdm 42 ] |
| 43 | 15/4 | Capitals   | Washington   | 5-2      | Reinhart (Cozens – Jokiharju) Olofsson Mittelstadt (Bjork) Bjork (Cozens) Thompson (Asplund)                                             | 11-25-7 | 29  | Tokarski                             | Capital One Arena                 | [ fdm 43 ] |
| 44 | 17/4 | Penguins   | Buffalo      | 3-2      | Thompson Mittelstadt (Ristolainen – Reinhart)                                                                                            | 11-26-7 | 29  | Tokarski                             | KeyBank Center                    | [ fdm 44 ] |
| 45 | 18/4 | Penguins   | Buffalo      | 2-4      | Ruotsalainen (Cozens – Dahlin) Reinhart (Olofsson – Skinner) Reinhart (Olofsson – Dahlin) Asplund (Mittelstadt)                          | 12-26-7 | 31  | Tokarski                             | KeyBank Center                    | [ fdm 45 ] |
| 46 | 20/4 | Bruins     | Buffalo      | 2-0      | | 12-27-7 | 31  | Tokarski                             | KeyBank Center                    | [ fdm 46 ] |
| 47 | 22/4 | Bruins     | Buffalo      | 5-1      | Ruotsalainen (Bjork – Cozens) | 12-28-7 | 31  | Tokarski                             | KeyBank Center                    | [ fdm 47 ] |
| 48 | 23/4 | Bruins     | Buffalo      | 4-6      | Reinhart (Dahlin – Olofsson) Dahlin (Sheahan – Rieder) Mittelstadt (Thompson – Samuelsson) Ruotsalainen (Cozens – Samuelsson) Reinhart   | 13-28-7 | 33  | Luukkonen                            | KeyBank Center                    | [ fdm 48 ] |
| 49 | 25/4 | Rangers    | New York     | 3-6      | Skinner (Miller – Bryson) Olofsson (Reinhart – Mittelstadt) Reinhart (Dahlin – Tokarski)                                                 | 13-29-7 | 33  | Tokarski                             | Madison Square Garden             | [ fdm 49 ] |
| 50 | 27/4 | Rangers    | New York     | 1-3      | Reinhart (Mittelstadt) | 13-30-7 | 33  | Luukkonen                            | Madison Square Garden             | [ fdm 50 ] |
| 51 | 29/4 | Bruins     | Boston       | 2-5      | Mittelstadt (Ruotsalainen – Asplund) Reinhart (Olofsson – Skinner)                                                                       | 13-31-7 | 33  | Luukkonen                            | TD Garden                         | [ fdm 51 ] |
| 52 | 1/5  | Bruins     | Boston       | 2-6      | Sheahan (Bryson – Mittelstadt) Ruotsalainen (Asplund – Mittelstadt)                                                                      | 13-32-7 | 33  | Luukkonen (40 min) Tokarski (20 min) | TD Garden                         | [ fdm 52 ] |
| 53 | 3/5  | Islanders  | Buffalo      | 2-4      | Thompson (Bryson – Ristolainen) Asplund (Reinhart – Thompson) Reinhart (Ristolainen) Reinhart                                            | 14-32-7 | 35  | Houser                               | KeyBank Center                    | [ fdm 53 ] |
| 54 | 4/5  | Islanders  | Buffalo      | 3-4 (TF) | Eakin (Skinner – Caggiula) · Bjork (Miller – Olofsson) · Bjork (Olofsson) · TF : Reinhart - Bjork - Mittelstadt                          | 15-32-7 | 37  | Houser                               | KeyBank Center                    | [ fdm 54 ] |
| 55 | 6/5  | Penguins   | Pittsburgh   | 4-8      | Caggiula (Sheahan) Thompson (Mittelstadt) Caggiula (Miller – Ristolainen) Skinner (Thompson – Ristolainen)                               | 15-33-7 | 37  | Houser                               | PPG Paints Arena                  | [ fdm 55 ] |
| 56 | 8/5  | Penguins   | Pittsburgh   | 0-1      | | 15-34-7 | 37  | Houser                               | PPG Paints Arena                  | [ fdm 56 ] |

### Classement de l'équipe
L'équipe des Sabres finit à la huitième place de la division Est Mutual et se qualifient pour les Séries éliminatoires, Les Penguins sont sacrés champion de la division. Au niveau de la Ligue nationale de hockey, cela les place à la dix-huitième place, les premiers étant l'Avalanche du Colorado avec quatre-vingt-deux points.
| Clt   | Équipe                 | PJ | V  | D  | DP | BP  | BC  | Pts |
| ----- | ---------------------- | -- | -- | -- | -- | --- | --- | --- |
| +001, | Penguins de Pittsburgh | 56 | 37 | 16 | 3  | 196 | 156 | 77  |
| +002, | Capitals de Washington | 56 | 36 | 15 | 5  | 191 | 163 | 77  |
| +003, | Bruins de Boston       | 56 | 33 | 16 | 7  | 168 | 136 | 73  |
| +004, | Islanders de New York  | 56 | 32 | 17 | 7  | 156 | 128 | 71  |
| +005, | Rangers de New York    | 56 | 27 | 23 | 6  | 177 | 157 | 60  |
| +006, | Flyers de Philadelphie | 56 | 25 | 23 | 8  | 163 | 201 | 58  |
| +007, | Devils du New Jersey   | 56 | 19 | 30 | 7  | 145 | 194 | 45  |
| +008, | Sabres de Buffalo      | 56 | 15 | 34 | 7  | 138 | 199 | 37  |

- Vainqueur de division
- Équipe qualifiée pour les séries

Avec cent-trente-huit buts inscrits, les Sabres possèdent la vingt-huitième attaque de la ligue, les meilleures étant l'Avalanche du Colorado avec cent-quatre-vingt-dix-sept buts comptabilisés et les moins performants étant les Ducks d'Anaheim avec cent-vingt-six buts. Au niveau défensif, les Sabres accordent cent-quatre-vingt-dix-neuf buts, soit une vingt-neuvième place pour la ligue, les Golden Knights de Vegas est l'équipe qui a concédé le moins de buts (cent-vingt-quatre) alors qu'au contraire, les Flyers de Philadelphie en accordent deux-cent-un buts.

### Les meneurs de la saison
Sam Reinhart est le joueur des Sabres qui a inscrit le plus de buts (vingt-cinq), le classant à la 12e position au niveau de la ligue. Ce classement est remporté par Auston Matthews des Maple Leafs de Toronto avec quarante et une réalisations. 
Le joueur comptabilisant le plus d'aides chez les Sabres est Victor Olofsson avec dix-neuf aides, ce qui le classe au 139e rang au niveau de la ligue. le meilleur étant Connor McDavid des Oilers d'Edmonton avec soixante-et-une passes comptabilisées. 
Sam Reinhart, obtenant un total de quarante points est le joueur des Sabres le mieux placé au classement par point, terminant à la 77e place au niveau de la ligue. Connor McDavid en comptabilise cent-quatre pour remporter ce classement. 
Au niveau des défenseurs, Rasmus Dahlin est le défenseur le plus prolifique de la saison avec un total de vingt-trois points, terminant à la 42e place au niveau de la ligue. Tyson Barrie des Oilers d'Edmonton est le défenseur comptabilisant le plus de points avec un total de quarante-huit. 
Concernant les Gardien, Linus Ullmark accorde quarante-neuf buts en mille-cent-dix-sept minutes, pour un pourcentage d’arrêt de 91,7, Dustin Tokarski accorde quarante-trois buts en sept-cent-vingt-neuf minutes, pour un pourcentage d'arrêt de 90,4 et Carter Hutton accorde, quant à lui, trente-neuf buts en six-cent-septante-cinq minutes, pour un pourcentage d'arrêt de 88,6. Jack Campbell est le gardien ayant accordé le moins de buts (quarante-trois) et Connor Hellebuyck le plus (cent-douze), Hellebuyck est également le gardien disputant le plus de minutes de jeu (deux-mille-six-cent-deux), Alexander Nedeljkovic est le gardien présentant le meilleur taux d’arrêts avec (93,2) et Carter Hart le pire (87,7).
A propos des recrues, Dylan Cozens comptabilise treize points, finissant à la 21e place au niveau de la ligue. Kirill Kaprizov du Wild du Minnesota est la recrue la plus prolifique avec un total de cinquante et un point.
Enfin, au niveau des pénalités, les Sabres ont totalisé trois-cent-quarante-deux minutes de pénalité dont trente-six minutes pour Rasmus Ristolainen, ils sont l'équipe la moins pénalisée de la saison. Le joueur le plus pénalisé de la ligue est Tom Wilson des Capitals de Washington avec quatre-vingt-seize minutes et l'équipe la plus pénalisée est le Lightning de Tampa Bay.